# Luna–23
A Luna–23 szovjet Je–8–5M típusú űrszonda, melyet a Luna-program keretében indítottak 1974-ben.

## Küldetés
Összetett elektronikát, navigációs berendezést, hajtóműrendszert és robotmechanikát tartalmazott, hogy megvalósíthassa a Hold megközelítését, a sima leereszkedést, a mintavételt (2,5 méter mélységből) és a Hold elhagyását, elősegítve a Földre történő visszatérést. Repülés közben a kozmikus sugárzás, a napszél, a mikrometeoritok, az interplanetáris anyag és a Hold mágneses terének vizsgálata.

## Jellemzői
Építette és üzemeltette az OKB–1 (oroszul: Особое конструкторское бюро №1, ОКБ-1), később Lavocskin-tervezőiroda.
1974. október 28-án a Bajkonuri indítóbázisról, négylépcsős, az emelkedést segítő szilárd hajtóanyagú segédrakéták párhuzamos elrendezésével, egy Proton-K/D hordozórakétával (8K78K) állították Föld körüli pályára. Felépítése, szerkezete megegyezett a később indított Luna–24 űrszondával. Az orbitális egység pályája 88,72 perces, 51,54 fokos hajlásszögű, az elliptikus pálya adatai: perigeuma 183 kilométer, apogeuma 246 kilométer volt. Az utolsó fokozat hajtóművének újraindításával elérte a szökési sebességet. Három ponton stabilizált (Föld-, Hold- és Nap-központú) űreszköz. A repülési idő 4,5 nap volt. Hasznos tömege 5600 kilogramm.
Október 31-én pályakorrekciót hajtottak végre.
November 2-án a fékezőrakéta segítségével Hold körüli pályára állították. Hold körüli pályaadatai: keringési ideje 1 óra 57 perc, 138 fokos hajlásszög, periszelénium (a Holdhoz legközelebb eső pontja, első keringésnél: 94 kilométer), aposzelénium (a Holdtól legtávolabb eső pontja, első keringésnél 104 kilométer). Feladatának teljesítés érdekében leszállás előtt  módosították pályáját.
November 5-én leszállás előtt végrehajtott korrekció pályaadatai: 138 fokos hajlásszög, periszelénium  17 kilométer és az aposzelénium 105 kilométer.
November 6-án szállt le a Mare Crisium déli részén. Leszálláskor a kedvezőtlen talajviszonyok miatt megsérült talajmintavevő berendezése, ezért feladatát nem tudta teljesíteni.
A leszállóegység részei a fékező-leszálló, az állványzat és a visszatérő egység. Minden egység energiaellátását kémiai akkumulátorok biztosították. A fékező-leszállóegység: üzemanyagtartályokból, fékező rakétahajtóműből, vezérlő-ellenőrző egységből, rádió adó-vevő berendezésből, antennából, állványzatból (lengéscsillapítókkal), stabilizáló egységből (giroszkóp), magasság és sebesség mérőből állt. Az állványzat biztosította az üreges mintavevő fúró stabilitását. Tetején egy nagy nyomásnak és hőnek ellenálló tartály volt elhelyezve, ide helyezte mintáit az automatika. A kapcsolatot 4 rúdantennán keresztül biztosították. Visszatérő egység hajtóanyagból és rakétahajtóműből, a hozzá tartozó rádió-adó berendezésből, vezérlő-ellenőrző egységből, korrekciós hideggáz-fúvókákból, stabilizáló (giroszkóp) egységből tevődött össze. A leszállóegység tetején helyezték el a hermetikusan záródó kőzettartályt. A leszállóegység egyben a Hold-Föld rakéta startállványa volt.
November 9-én energiatartalékainak kimerülésével megszűnt vele a kapcsolat.

## Külső hivatkozások
- Luna–23. zarya.info. [2022. július 1-i dátummal az eredetiből archiválva]. (Hozzáférés: 2013. február 11.)
- Luna–23. skyrocket.de. (Hozzáférés: 2013. február 11.)
- Luna–23. ib.cas.cz. [2013. október 13-i dátummal az eredetiből archiválva]. (Hozzáférés: 2013. február 11.)
- Luna–23. nasa.gov. [2013. február 24-i dátummal az eredetiből archiválva]. (Hozzáférés: 2013. február 11.)

| Elődje: Luna–22 | Luna-program 1969–1976 | Utódja: Luna E-8-5M-412 |